# Clan Takeda

Kamon del clan Takeda.

El Clan Takeda (武田氏, Takeda-shi) fou un famós clan de daimyō durant finals del període Heian fins al període Sengoku.
Els Takeda eren descendents de l'Emperador Seiwa (850-880) i pertanyien a una branca del clan Minamoto. Minamoto no Yoshikiyo, fill de Minamoto no Yoshimitsu, fou el primer a utilitzar el nom Takeda.